# Natalie Spooner
Pour les articles homonymes, voir Spooner.
Natalie Marie Spooner (née le 17 octobre 1990 à Toronto, dans la province de l'Ontario) est une joueuse canadienne de hockey sur glace qui fait partie des Sceptres de Toronto de la Ligue professionnelle de hockey féminin (LPHF) et est membre de l'équipe nationale féminine du Canada. Elle évolue au poste d'attaquante.
Spooner a été la première joueuse à jouer pour les équipes nationales canadiennes des moins de 18ans, des moins de 22 and et des seniors. Spooner dirige une académie de hockey de haute performance pour les filles.

## Biographie

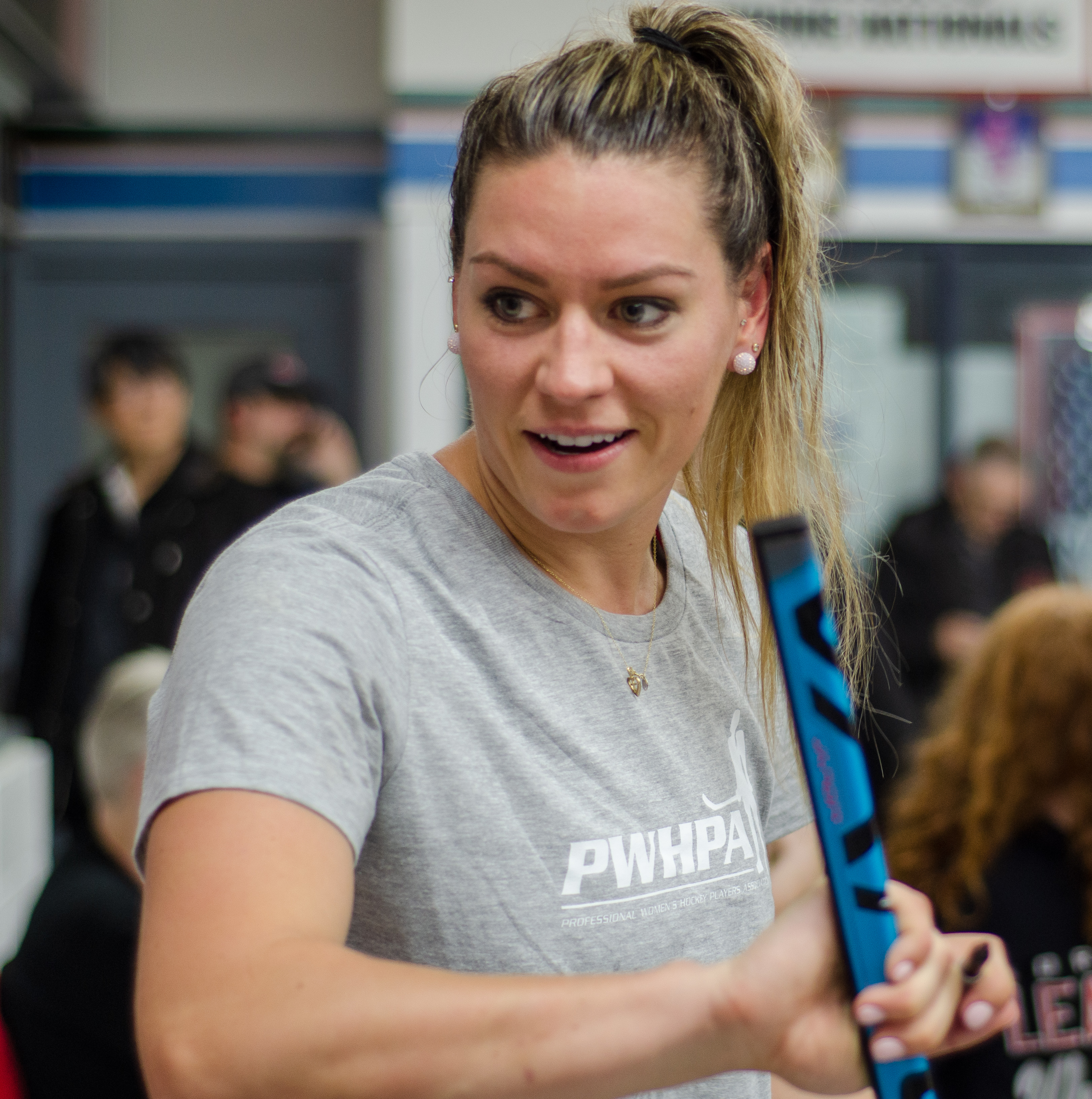
Spooner en 2019 lors d'une tournée de la PWHPA.

Natalie Spooner remporte la Coupe Clarkson en 2016 avec les Furies de Toronto dont elle était capitaine.
Elle a remporté trois titres olympiques, deux médailles d'or à Sotchi en 2014 et à Pékin en 2022 et une médaille d'argent aux Jeux de Pyeongchang en 2018. Elle représente également le Canada dans dix championnats du monde, remportant une médailles de bronze, cinq médailles d'argent et trois médailles d'or.
Spooner a été nommée la Bille Jean King MVP et l'attaquante de l'année pendant la saison inaugurale de LPHF en 2024 après avoir dominé la ligue avec 20 buts et 27 points.
Natalie Spooner a également été nommée Joueuse de l'année de l'IIHF en 2024.

## Statistiques

### En club
| Saison      | Équipe                | Ligue       |     | Saison régulière | Saison régulière | Saison régulière | Saison régulière | Saison régulière |   | Séries éliminatoires | Séries éliminatoires | Séries éliminatoires | Séries éliminatoires | Séries éliminatoires |
| Saison      | Équipe                | Ligue       | PJ  | B                | A                | Pts              | Pun              | PJ               | B | A                    | Pts                  | Pun                  |                      |                      |
| 2007-2008   | Chiefs de Mississauga | LCHF        | -   | -                | -                | -                | -                | 3                | 0 | 0                    | 0                    | 2                    |                      |                      |
| 2008-2009   | Buckeyes d'Ohio State | NCAA        | 30  | 21               | 9                | 30               | 22               | -                | - | -                    | -                    | -                    |                      |                      |
| 2009-2010   | Buckeyes d'Ohio State | NCAA        | 35  | 22               | 22               | 44               | 16               | -                | - | -                    | -                    | -                    |                      |                      |
| 2010-2011   | Buckeyes d'Ohio State | NCAA        | 29  | 26               | 13               | 39               | 28               | -                | - | -                    | -                    | -                    |                      |                      |
| 2011-2012   | Buckeyes d'Ohio State | NCAA        | 34  | 31               | 19               | 50               | 30               | -                | - | -                    | -                    | -                    |                      |                      |
| 2012-2013   | Furies de Toronto     | LCHF        | 24  | 15               | 8                | 23               | 6                | 3                | 2 | 1                    | 3                    | 2                    |                      |                      |
| 2013-2014   | Furies de Toronto     | LCHF        | 3   | 2                | 1                | 3                | 2                | 4                | 2 | 3                    | 5                    | 0                    |                      |                      |
| 2013-2014   | Canada                | AMHL        | 15  | 3                | 6                | 9                | 2                | -                | - | -                    | -                    | -                    |                      |                      |
| 2014-2015   | Furies de Toronto     | LCHF        | 20  | 7                | 8                | 15               | 8                | 2                | 0 | 0                    | 0                    | 0                    |                      |                      |
| 2015-2016   | Furies de Toronto     | LCHF        | 22  | 17               | 13               | 30               | 20               | 2                | 1 | 1                    | 2                    | 0                    |                      |                      |
| 2016-2017   | Furies de Toronto     | LCHF        | 20  | 13               | 7                | 20               | 8                | -                | - | -                    | -                    | -                    |                      |                      |
| 2017-2018   | Canada                | AMHL        | 16  | 5                | 4                | 9                | 2                | -                | - | -                    | -                    | -                    |                      |                      |
| 2018-2019   | Furies de Toronto     | LCHF        | 26  | 15               | 11               | 26               | 14               | 3                | 2 | 1                    | 3                    | 0                    |                      |                      |
| Totaux NCAA | Totaux NCAA           | Totaux NCAA | 128 | 100              | 63               | 163              | 96               |                  |   |                      |                      |                      |                      |                      |
| Totaux LCHF | Totaux LCHF           | Totaux LCHF | 115 | 69               | 48               | 117              | 58               | 17               | 7 | 6                    | 13                   | 4                    |                      |                      |

### En équipe nationale
| Année | Équipe          | Compétition                   |   | PJ | B  | A  | Pts | Pun | +/-                |  | Résultat |
| 2008  | Canada - 18 ans | Championnat du monde - 18 ans | 5 | 3  | 8  | 11 | 0   | +8  | Médaille d'argent  |  |          |
| 2011  | Canada          | Championnat du monde          | 5 | 1  | 2  | 3  | 0   | +3  | Médaille d'argent  |  |          |
| 2012  | Canada          | Championnat du monde          | 5 | 4  | 2  | 6  | 4   | +4  | Médaille d'or      |  |          |
| 2013  | Canada          | Championnat du monde          | 5 | 2  | 0  | 2  | 0   | +7  | Médaille d'argent  |  |          |
| 2014  | Canada          | Jeux olympiques               | 5 | 2  | 2  | 4  | 0   | +4  | Médaille d'or      |  |          |
| 2015  | Canada          | Championnat du monde          | 5 | 4  | 3  | 7  | 6   | +6  | Médaille d'argent  |  |          |
| 2016  | Canada          | Championnat du monde          | 5 | 3  | 3  | 6  | 2   | +3  | Médaille d'argent  |  |          |
| 2017  | Canada          | Championnat du monde          | 5 | 1  | 2  | 3  | 2   | +1  | Médaille d'argent  |  |          |
| 2018  | Canada          | Jeux olympiques               | 5 | 0  | 2  | 2  | 2   | +2  | Médaille d'argent  |  |          |
| 2019  | Canada          | Championnat du monde          | 7 | 6  | 4  | 10 | 4   | +9  | Médaille de bronze |  |          |
| 2021  | Canada          | Championnat du monde          | 7 | 4  | 5  | 9  | 0   | +11 | Médaille d'or      |  |          |
| 2022  | Canada          | Jeux olympiques               | 7 | 3  | 11 | 14 | 0   | +12 | Médaille d'or      |  |          |

## Trophées et honneurs personnels

### En équipe nationale
- Élue dans l'équipe étoiles des médias pour les championnats du monde 2015 et nommée dans le top 3 de son équipe.
- Élue dans l'équipe étoiles des médias pour les championnats du monde 2021 [2] et nommée dans le top 3 de son équipe.